# NXT Stand & Deliver 2023
NXT Stand & Deliver 2023 è stato il quarantaquattresimo special event di NXT, prodotto dalla WWE. L'evento si è svolto il 1º aprile 2023 alla Crypto.com Arena di Los Angeles, California, ed è stato trasmesso in diretta su Peacock negli Stati Uniti e sul WWE Network nel resto del mondo.

## Storyline
Dopo aver fallito l'assalto all'NXT Championship, Grayson Waller ebbe un confronto verbale con l'assistente esecutivo Shawn Michaels durante il suo talk-show "The Waller Effect", svoltosi nella puntata speciale NXT Roadblock del 7 marzo, e lo sfidò ad un match per Stand & Deliver. Dopo aver tuttavia declinato la proposta, Michaels annunciò che Waller avrebbe invece affrontato un altro avversario all'evento, il quale si rivelò poi essere Johnny Gargano. Nella puntata di NXT del 21 marzo, Gargano convinse poi Waller ad affrontarlo in un unsanctioned match a Stand & Deliver.
Dopo aver difeso con successo l'NXT Championship in uno steel cage match contro Grayson Waller a Vengeance Day, Bron Breakker ebbe un confronto verbale con Carmelo Hayes, che lo sfidò poi ad un incontro per il titolo. In seguito ad un ulteriore battibecco fra i due durante la puntata speciale NXT Roadblock del 7 marzo, fu quindi reso ufficiale un match tra Breakker e Hayes con la cintura in palio per Stand & Deliver.
Nella puntata di NXT del 14 marzo, Alba Fyre e Isla Dawn vinsero un triple threat tag team match che comprendeva anche Kayden Carter e Katana Chance e Ivy Nile e Tatum Paxley, diventando così le sfidanti all'NXT Women's Tag Team Championship di Fallon Henley e Kiana James per Stand & Deliver.
Nella puntata speciale NXT Roadblock del 7 marzo, Roxanne Perez mantenne con successo l'NXT Women's Championship contro Meiko Satomura, ma, al termine dell'incontro, Perez collassò sul ring e perse i sensi, venendo poi scortata fuori dall'arena in ambulanza. Per via dell'accaduto e della conseguente indisponibilità di Perez, l'assistente esecutivo Shawn Michaels dichiarò vacante il titolo, annunciando poi che verrà messo in palio in un ladder match a Stand & Deliver per decretare la nuova campionessa. La settimana successiva, Zoey Stark e Gigi Dolin furono le prime due a qualificarsi per l'incontro dell'evento dopo aver rispettivamente sconfitto Sol Ruca e Kiana James. Nella puntata di NXT del 21 marzo, si qualificarono Tiffany Stratton e Lyra Valkyria dopo aver superato rispettivamente Indi Hartwell e Ivy Nile. La settimana seguente, Hartwell trionfò in un last chance triple threat match che comprendeva anche Ruca e Nile, diventando l'ultima qualificata all'incontro, mentre Perez tornò a sorpresa dall'infortunio, con Michaels che le restituì la cintura, aggiungendola di conseguenza all'incontro di Stand & Deliver.
Nella puntata di NXT del 14 marzo, l'assistente esecutivo Shawn Michaels annunciò un fatal 5-way match per Stand & Deliver valevole per l'NXT North American Championship di Wes Lee, lasciando a quest'ultimo la possibilità di scegliere i propri sfidanti. La settimana dopo, Lee scelse JD McDonagh, Il'ja Dragunov e Dragon Lee come avversari, mentre l'ultimo contendente sarebbe stato determinato attraverso un battle royal match, dove a trionfare fu Axiom.
A completare la card dell'evento furono l'eight-person mixed tag team match fra Andre Chase, Duke Hudson, Thea Hail e Tyler Bate contro Joe Gacy, Jagger Reid, Rip Fowler e Ava e il triple threat tag team match valevole per l'NXT Tag Team Championship fra i campioni del Gallus (Mark Coffey e Wolfgang) e gli sfidanti i Creed Brothers e Tony D'Angelo e Channing "Stacks" Lorenzo.

## Risultati
| #        | Match | Stipulazioni                                                 | Durata |
| -------- | --- | ------------------------------------------------------------ | ------ |
| Pre-show | Tyler Bate e la Chase U (Andre Chase, Duke Hudson e Thea Hail) hanno sconfitto lo Schism (Joe Gacy, Rip Fowler, Jagger Reid e Ava) | Eight person mixed tag team match                            | 11:09  |
| 1        | Indi Hartwell ha sconfitto Roxanne Perez (c), Zoey Stark, Gigi Dolin, Lyra Valkyria e Tiffany Stratton                             | Ladder match per l'NXT Women's Championship                  | 17:02  |
| 2        | Il Gallus (c) (Mark Coffey e Wolfgang) ha sconfitto Tony D'Angelo e Channing "Stacks" Lorenzo e i Creed Brothers (con Ivy Nile)    | Triple threat tag team match per l'NXT Tag Team Championship | 8:11   |
| 3        | Wes Lee (c) ha sconfitto Il'ja Dragunov, Dragon Lee, Axiom e JD McDonagh                                                           | Fatal five-way match per l'NXT North American Championship   | 19:17  |
| 4        | Johnny Gargano ha sconfitto Grayson Waller per sottomissione                                                                       | Unsanctioned match                                           | 18:12  |
| 5        | Alba Fyre e Isla Dawn hanno sconfitto Fallon Henley e Kiana James (c) (con Brooks Jensen e Josh Briggs)                            | Tag team match per l'NXT Women's Tag Team Championship       | 8:41   |
| 6        | Carmelo Hayes (con Trick Williams) ha sconfitto Bron Breakker (c)                                                                  | Single match per l'NXT Championship                          | 16:10  |